# Lentilly
Lentilly is een gemeente in het Franse departement Rhône (regio Auvergne-Rhône-Alpes). De plaats maakt deel uit van het arrondissement Villefranche-sur-Saône. Lentilly telde op 1 januari 2022 6.541 inwoners.

## Geschiedenis
De plaats en met name de heuvel van Mercruy werd al bewoond in de Gallische en de Romeinse tijd. Het Romeinse aquaduct dat water van Aveize naar Lyon voerde, liep door Lentilly.
De plaats werd voor het eerst vermeld in 975. In de 16e eeuw werd de streek geteisterd door de godsdienstoorlogen en tussen 1629 en 1633 door de pest. Het dorp ontwikkelde zich tijdens de 18e en de 19e eeuw. In 1876 werd het treinstation geopend. Na de Tweede Wereldoorlog kende de gemeente een sterke bevolkingsgroei in de periferie van Lyon.

## Geografie
De oppervlakte van Lentilly bedroeg op 1 januari 2022 18,39 vierkante kilometer; de bevolkingsdichtheid was toen 355,7 inwoners per km².

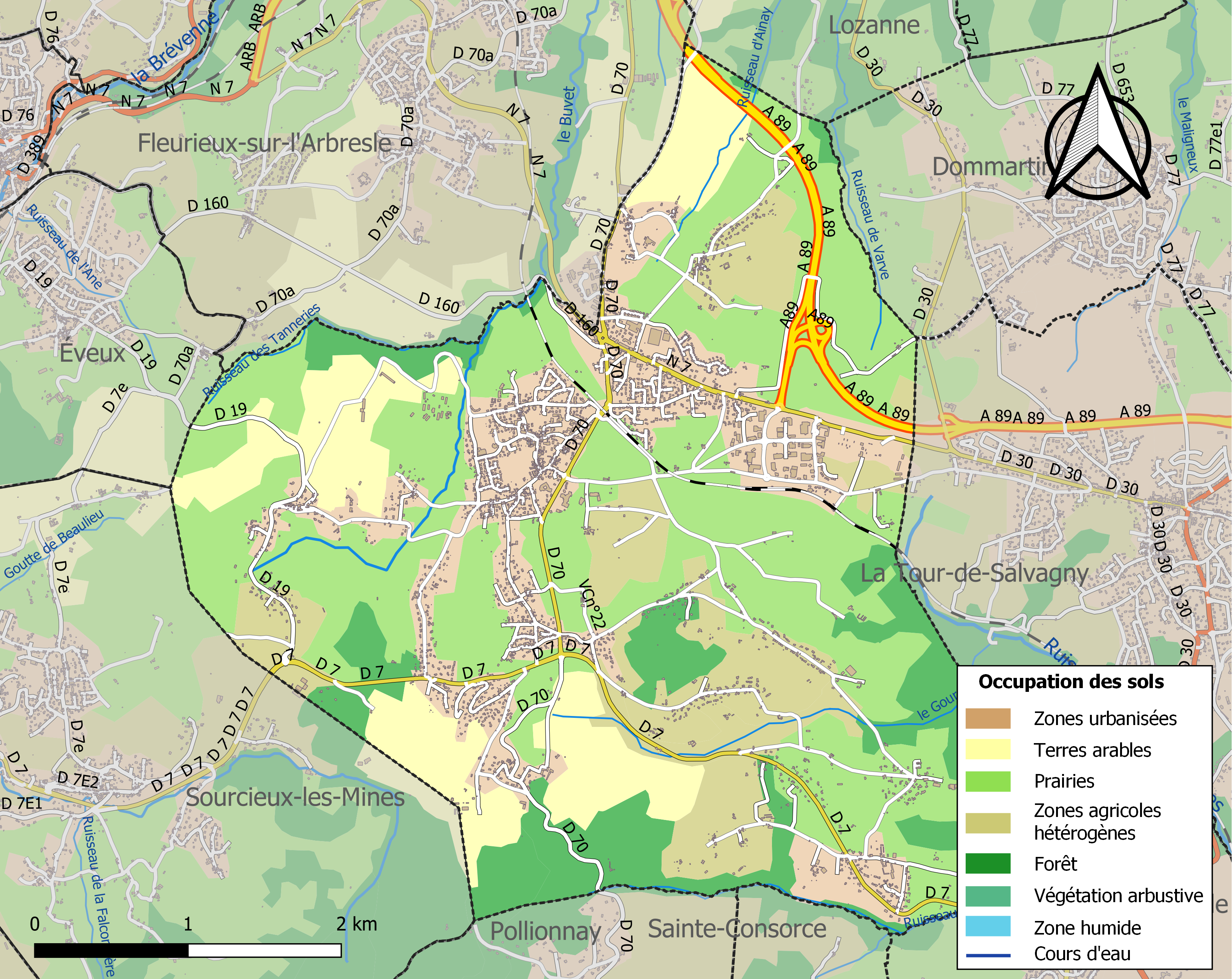
Kaart van de gemeente met de belangrijkste infrastructuur, bodemgebruik en omliggende gemeenten

## Demografie
In 1886 telde de gemeente 1.367 inwoners. Tussen 1920 en 1950 was er een krimp tot 1.100 inwoners maar sindsdien was er een gestage bevolkingsaanwas. Onderstaande figuur toont het verloop van het inwonertal (bron: INSEE-tellingen).